# Doto maculata
Doto maculata är en snäckart som först beskrevs av Montagu 1804.  Doto maculata ingår i släktet Doto och familjen Dotoidae. Inga underarter finns listade i Catalogue of Life.